# Роуздейл (Вашингтон)
Роуздейл (англ. Rosedale) — переписна місцевість (CDP) в США, в окрузі Пірс штату Вашингтон. Населення — 4357 осіб (2020).

## Географія
Роуздейл розташований за координатами 47°20′46″ пн. ш. 122°38′29″ зх. д. / 47.34611° пн. ш. 122.64139° зх. д. (47.346052, -122.641448).  За даними Бюро перепису населення США в 2010 році переписна місцевість мала площу 11,99 км², з яких 11,99 км² — суходіл та 0,00 км² — водойми.

## Демографія
Згідно з переписом 2010 року, у переписній місцевості мешкали 4044 особи в 1215 домогосподарствах у складі 937 родин. Густота населення становила 337 осіб/км².  Було 1301 помешкання (109/км²).
Расовий склад населення:
| - 87,4 % — білих - 4,1 % — чорних або афроамериканців - 2,0 % — корінних американців - 1,8 % — азіатів - 0,3 % — вихідців з тихоокеанських островів - 1,1 % — осіб інших рас |

До двох чи більше рас належало 3,2 %. Частка іспаномовних становила 4,9 % від усіх жителів.
За віковим діапазоном населення розподілялося таким чином: 20,3 % — особи молодші 18 років, 68,7 % — особи у віці 18—64 років, 11,0 % — особи у віці 65 років та старші. Медіана віку мешканця становила 41,2 року. На 100 осіб жіночої статі у переписній місцевості припадало 65,3 чоловіків;  на 100 жінок у віці від 18 років та старших — 58,0 чоловіків також старших 18 років.
Середній дохід на одне домашнє господарство  становив 103 420 доларів США (медіана — 89 632), а середній дохід на одну сім'ю — 111 620 доларів (медіана — 91 620). Медіана доходів становила 77 917 доларів для чоловіків та 28 750 доларів для жінок. За межею бідності перебувало 8,1 % осіб, у тому числі 14,9 % дітей у віці до 18 років та 2,3 % осіб у віці 65 років та старших.
Цивільне працевлаштоване населення становило 1556 осіб. Основні галузі зайнятості: освіта, охорона здоров'я та соціальна допомога — 27,1 %, транспорт — 10,7 %, науковці, спеціалісти, менеджери — 10,2 %, роздрібна торгівля — 10,0 %.